# Trnakovac
Trnakovac je naselje u općini Okučani u Brodsko-posavskoj županiji. Nalaze se na cesti Okučani - Lipik, susjedna sela su Benkovac na jugu i Bijela Stijena na sjeveru.
Prema popisu stanovništva iz 2011. godine Trnakovac je imao 126 stanovnika, dok je 2001. imao 125 stanovnika od toga 94 Hrvata i 29 Srba.
| broj stanovnika | 78    | 122   | 126   | 127   | 129   | 129   | 133   | 146   | 163   | 151   | 153   | 151   | 119   | 138   | 125   | 126   | 84    |
|                 | 1857. | 1869. | 1880. | 1890. | 1900. | 1910. | 1921. | 1931. | 1948. | 1953. | 1961. | 1971. | 1981. | 1991. | 2001. | 2011. | 2021. |

## Sport
U naselju je postojao nogometni klub NK Gradina Trnakovac